# Europastraße 89
Die Europastraße 89 (kurz: E 89) durchquert die Türkei von Gerede nach Ankara in südlicher Richtung durch den anatolischen Teil der Türkei. Sie folgt der als Autobahn ausgebauten O-4 und ist erst 2005 auf Vorschlag der Türkei als Erweiterung in das Netz aufgenommen.

## Verlauf
Die Europastraße 89 führt beginnend von Gerede, wo sie von den Europastraße 80 abgeht, über die O-4 nach Kızılcahamam und dann nach Ankara. Dort trifft die E89 auf die Europastraßen 88 und 90.
Die Europastraße 89 durchquert die türkischen Provinzen Bolu und Ankara.